# باشگاه بسکتبال یووه‌کازرتا
باشگاه بسکتبال یووه‌کازرتا (ایتالیایی: JuveCaserta Basket) یک باشگاه بسکتبال در شهر کازرتا، ایتالیا است.
این باشگاه که در سال ۱۹۵۱ تأسیس شده سابقه یک قهرمانی در سری آ ایتالیا را در کارنامه دارد.